# Rob Fisher (Rennfahrer)
Rob Fisher (* ca. 1975) ist ein britischer Motorradrennfahrer.

## Werdegang
Fischer war Seitenwagenmotorradfahrer der in Mitte der 1990er und zu Beginn der 2000er Jahre die Isle of Man TT in dieser Klasse mit beherrschte. Lediglich Dave Molyneux kann mehr Siege in diese Klasse bei der TT vorweisen. Als Teenager fuhr Fisher in regionalen Motocross Wettbewerben. 1991 und 1992 nahm er als Beifahrer in der Britischen Meisterschaft für Seitenwagen teil. Sein Team fand jedoch keinen Sponsor für die folgende Saison. 1993 versuchte er sich daher als Fahrer und belegte in Donington Park bei einem Lauf zur nationalen Meisterschaft den fünften Platz. Im selben Jahr nahm er erstmals an der TT teil. Zunächst war Michael Wynn sein Beifahrer. Die meisten Siege fuhr Fischer aber zusammen mit dem Medizintechniker Rick Long aus Peterborough ein. Insgesamt siegte Fischer zehnmal bei der TT in der Klasse der Seitenwagenrennen. Fischer trat meist auf Gespannen des Konstrukteurs und ehemaligen Rennfahrers Tony Baker auf Basis von Yamaha oder Honda an. 2002 zog er sich aus dem aktiven Rennsport zurück. Bereits bei seinem ersten Sieg 1994 stellte er mit 105,71 mph (170,12 km/h) Durchschnittsgeschwindigkeit einen neuen Rundenrekord bei den Seitenwagen für den Snaefell Mountain Course auf.
Zum 90-jährigen Jubiläum der TT nahm Fischer – zusammen mit anderen Größen des Rennsports – mit einem 600er Baker Gespann an einer Parade über den Kurs teil. Fisher meidet die Öffentlichkeit. Über sein Privatleben ist wenig bekannt.

## Siegestatistik der Tourist Trophy
| Jahr | Rennen   | Marke         | Beifahrer       |
| ---- | -------- | ------------- | --------------- |
| 1994 | Rennen A | Yamaha        | Michael Wynn    |
| 1994 | Rennen B | Yamaha        | Michael Wynn    |
| 1995 | Rennen A | Proton-Yamaha | Boyd Hutchinson |
| 1995 | Rennen B | Proton-Yamaha | Boyd Hutchinson |
| 1997 | Rennen B | Baker         | Rick Long       |
| 1997 | Rennen B | Baker-Honda   | Rick Long       |
| 2000 | Rennen A | Baker-Honda   | Rick Long       |
| 2000 | Rennen B | Baker-Honda   | Rick Long       |
| 2002 | Rennen A | LMS           | Rick Long       |
| 2002 | Rennen B | LMS           | Rick Long       |